# Resultados do 70.º Rali de Monte Carlo
Resultados do 70ème Rallye Automobile de Monte-Carlo.

## Classificação Final
| Pos | N.º  | Piloto Co-piloto                   | Nacionalidade             | Carro                                              | Tempo             |
| --- | ---- | ---------------------------------- | ------------------------- | -------------------------------------------------- | ----------------- |
| 1   | 10 M | Tommi Mäkinen Kaj Lindström        | Finlândia · Finlândia     | Subaru Impreza WRC Subaru World Rally Team         | 3:59.30,7 0       |
| 2   | 21   | Sébastien Loeb Daniel Elena        | França · Mónaco           | Citroën Xsara WRC Automobiles Citroën              | 4:00.44,8 1.14,1  |
| 3   | 4 M  | Carlos Sainz Luís Moya             | Espanha · Espanha         | Ford Focus WRC Ford Motor Co                       | 4:00.46,4 1.15,7  |
| 4   | 5 M  | Colin McRae Nicky Grist            | Reino Unido · Reino Unido | Ford Focus WRC Ford Motor Co                       | 4:01.28,7 1.58,0  |
| 5   | 2 M  | Marcus Grönholm Timo Rautiainen    | Finlândia · Finlândia     | Peugeot 206 WRC Peugeot Total                      | 4:01.38,1 2.07,4  |
| 6   | 11 M | Petter Solberg Phil Mills          | Noruega · Reino Unido     | Subaru Impreza WRC Subaru World Rally Team         | 4:02.00,3 2.29,6  |
| 7   | 3 M  | Gilles Panizzi Hervé Panizzi       | França · França           | Peugeot 206 WRC Peugeot Total                      | 4:02.50,8 3.20,1  |
| 8   | 1 M  | Richard Burns Robert Reid          | Reino Unido · Reino Unido | Peugeot 206 WRC Peugeot Total                      | 4:03.47,1 4.16,4  |
| 9   | 7 M  | François Delecour Daniel Grataloup | França · França           | Mitsubishi Lancer WRC Marlboro Mitsubishi Ralliart | 4:05.06,4 5.35,7  |
| 10  | 15 M | Toni Gardemeister Paavo Lukander   | Finlândia · Finlândia     | Škoda Octavia WRC Škoda Motorsport                 | 4:06.13,1 6.42,4  |
| 11  | 26   | Bruno Thiry Stéphane Prévot        | Bélgica · Bélgica         | Peugeot 206 WRC                                    | 4:06.55,6 7.24,9  |
| 12  | 6 M  | Markko Märtin Michael Park         | Estónia · Reino Unido     | Ford Focus WRC Ford Motor Co                       | 4:07.33,0 8.02,3  |
| 13  | 14 M | Kenneth Eriksson Tina Thörner      | Suécia · Suécia           | Škoda Octavia WRC Škoda Motorsport                 | 4:09.40,5 10.09,8 |
| 14  | 8 M  | Alister McRae David Senior         | Reino Unido · Reino Unido | Mitsubishi Lancer WRC Marlboro Mitsubishi Ralliart | 4:10.58,3 11.27,6 |
| 15  | 27   | Armin Kremer Klaus Wicha           | Alemanha · Alemanha       | Ford Focus WRC                                     | 4:13.56,7 14.26,0 |
| 16  | 29   | Manfred Stohl Ilka Petrasko        | Áustria · Áustria         | Toyota Corolla WRC                                 | 4:14.36,4 15.05,7 |
| 17  | 55 J | François Duval Jean-Marc Fortin    | Bélgica · Bélgica         | Ford Puma S1600                                    | 4:25.06,2 25.35,5 |
| 18  | 60 J | Nicola Caldani Sauro Farnocchia    | Itália · Itália           | Peugeot 206 XS S1600                               | 4:29.21,1 29.50,4 |
| 19  | 78 J | Roger Feghali Nicola Arena         | Líbano · Itália           | Ford Puma S1600                                    | 4:32.16,8 32.46,1 |
| 20  | 67 J | Daniel Carlsson Per Karlsson       | Suécia · Suécia           | Ford Puma S1600                                    | 4:32.30,3 32.59,6 |
| 21  | 71 J | David Doppelreiter Thomas Lettner  | Áustria · Áustria         | Peugeot 206 XS S1600                               | 4:34.54,0 35.23,3 |
| 22  | 68 J | Niki Schelle Gerhard Weiß          | Alemanha · Alemanha       | Suzuki Ignis S1600                                 | 4:34.56,6 35.25,9 |
| 23  | 32   | Richard Hein Philippe Servol       | Mónaco · França           | Subaru Impreza WRC                                 | 4:36.59,4 37.28,7 |
| 24  | 76 J | Alexander Foss Claire Mole         | Noruega · Reino Unido     | Ford Puma S1600                                    | 4:42.36,5 43.05,8 |
| 25  | 57 J | Alejandro Galanti Xavier Amigo     | Paraguai · Espanha        | Ford Puma S1600                                    | 4:51.08,0 51.37,3 |
| 26  | 59 J | Juha Kangas Mika Ovaskainen        | Finlândia · Finlândia     | Suzuki Ignis S1600                                 | 4:51.54,2 52.23,5 |

## Abandonos
| SS  | N.º  | Piloto Co-piloto                       | Nacionalidade             | Carro                                     | Classe    |          |
| --- | ---- | -------------------------------------- | ------------------------- | ----------------------------------------- | --------- | -------- |
| R7  | 16 M | Roman Kresta Jan Tománek               | Chéquia · Chéquia         | Škoda Octavia WRC Škoda Motorsport        | Acidente  |          |
| R4  | 17 M | Armin Schwarz Manfred Hiemer           | Alemanha · Alemanha       | Hyundai Accent WRC Hyundai Castrol W.R.T. | Acidente  |          |
| R3  | 18 M | Freddy Loix Sven Smeets                | Bélgica · Bélgica         | Hyundai Accent WRC Hyundai Castrol W.R.T. | Acidente  |          |
| R1  | 20   | Thomas Rådström Denis Giraudet         | Suécia · França           | Citroën Xsara WRC Automobiles Citroën     | Motor     |          |
| R1  | 22   | Philippe Bugalski Jean-Paul Chiaroni   | França · França           | Citroën Xsara WRC Automobiles Citroën     | Motor     |          |
| R1  | 24   | Didier Auriol Jack Boyère              | França · França           | Toyota Corolla WRC                        | Motor     |          |
| R7  | 25   | Harri Rovanperä Risto Pietiläinen      | Finlândia · Finlândia     | Peugeot 206 WRC Bozian Racing             |           |          |
| R4  | 31   | Olivier Burri Christophe Hofmann       | Suíça · Suíça             | Peugeot 206 WRC                           | A 8       | Mecânica |
| R6  | 33   | Riccardo Errani Stefano Casadio        | Itália · Itália           | Škoda Octavia WRC                         | Mecânica  |          |
| R4  | 34   | Marco Menegatto Massimiliano Cerrai    | Itália · Itália           | Toyota Corolla WRC                        | A 8       | Acidente |
| R4  | 35   | Emanuele Dati Max Chiapponi            | Itália · Itália           | Ford Focus WRC                            |           |          |
| R1  | 51 J | Andrea Dallavilla Giovanni Bernacchini | Itália · Itália           | Citroën Saxo VTS S1600                    | A 6       |          |
| R1  | 52 J | Niall McShea Michael Orr               | Reino Unido · Reino Unido | Opel Corsa S1600                          | Acidente  |          |
| R4  | 53 J | Giandomenico Basso Luigi Pirollo       | Itália · Itália           | Fiat Punto S1600                          | A 6       | Acidente |
| R6  | 54 J | Martin Stenshorne Jakke Honkanen       | Noruega · Finlândia       | Peugeot 206 XS S1600                      | Suspensão |          |
| R1  | 56 J | Jussi Välimäki Tero Gardemeister       | Finlândia · Finlândia     | Citroën Saxo VTS S1600                    | A 6       |          |
| R7  | 58 J | Christian Chemin Simone Scattolin      | Itália · Itália           | Fiat Punto S1600                          | Motor     |          |
| R3  | 61 J | Gwyndaf Evans Chris Patterson          | Reino Unido · Reino Unido | MG ZR S1600                               | A 6       | Acidente |
| R4  | 62 J | Janne Tuohino Petri Vihavainen         | Finlândia · Finlândia     | Citroën Saxo VTS S1600                    |           |          |
| R10 | 63 J | Martin Rowe Chris Wood                 | Reino Unido · Reino Unido | Ford Puma S1600                           | A 6       | Mecânica |
| R10 | 64 J | Gigi Galli Guido D'Amore               | Itália · Itália           | Fiat Punto S1600                          | Mecânica  |          |
| R4  | 65 J | Daniel Solà David Moreno               | Espanha · Espanha         | Citroën Saxo VTS S1600                    | A 6       |          |
| R4  | 66 J | Mirco Baldacci Maurizio Barone         | San Marino · Itália       | Citroën Saxo VTS S1600                    |           |          |
| R3  | 69 J | Kosti Katajamäki Lasse Hirvijärvi      | Finlândia · Finlândia     | Volkswagen Polo S1600                     | A 6       | Mecânica |
| R1  | 70 J | Sven Haaf Michael Kölbach              | Alemanha · Alemanha       | Citroën Saxo VTS S1600                    | Mecânica  |          |
| R14 | 72 J | Marc Blázquez Oriol Julià              | Espanha · Espanha         | Ford Puma S1600                           | A 6       | Travões  |
| R13 | 73 J | Albert Llovera Marc Corral             | Andorra · Espanha         | Fiat Punto S1600                          | Mecânica  |          |
| R1  | 75 J | Kazuhiko Niwa Kohei Kusaka             | Japão · Japão             | Suzuki Ignis S1600                        | A 6       | Mecânica |
| R1  | 77 J | Paco Roig Joan Sureda                  | Espanha · Espanha         | Fiat Punto S1600                          | Mecânica  |          |